# Стівен Ворнок
Стівен Девід Ворнок (англ. Stephen David Warnock; нар. 12 грудня 1981, Ормскерк) — англійський футболіст, лівий захисник. Виступав, зокрема, за «Ліверпуль», з яким став переможцем Ліги чемпіонів. У складі збірної Англії — учасник чемпіонату світу 2010 року.

## Досягнення

### Клубні
- Переможець Ліги чемпіонів: 2005
- Фіналіст клубного чемпіонату світу: 2005[1]
- Володар Суперкубка УЄФА: 2005[2]
- Фіналіст кубка футбольної ліги: 2010[3]

### Особисті
- Найкращий гравець Ковентрі Сіті за версією вболівальників: 2004[4]
- Найкращий гравець Блекберн Роверс: 2009[5]